# José Sánchez Peñate
José Sánchez Peñate, S.A. (JSP) fue un grupo de empresas de las Islas Canarias, España. Operaba en el sector de la alimentación, principalmente en la preparación y envasado de leche y derivados, además de otros productos alimenticios, como cafés, infusiones, productos cárnicos y envasados de frutas en almíbar ligero. Su sede se situaba en Las Palmas de Gran Canaria, Gran Canaria.
El Grupo estaba formado por cuatro empresas: tres dedicadas a la fabricación y distribución en el sector alimentario y una perteneciente al sector turístico.
La empresa JOSÉ SÁNCHEZ PEÑATE S.A., era una empresa netamente canaria arraigada en la sociedad de las islas desde hace más de cinco décadas.               

## Historia
El nombre de la empresa se debe a su fundador, José Sánchez Peñate, quien en sus comienzos se dedicó a las representaciones de legumbres, embutidos, aceite de oliva, correduría de seguros y pozos de agua para la agricultura.
En 1964, con la colaboración de su hijo D. José Sánchez Rodríguez y con la participación de la familia Molina, José Sánchez Peñate inició en Gran Canaria la andadura de JSP, S.A. en el sector de la leche y de los productos lácteos. Cabe destacar, que por aquellos tiempos se producía en las islas una caída de la producción de la leche fresca, llegándose a unos niveles que sólo cubrían el 20% de las necesidades de la población. Ante esta circunstancia, la empresa JSP, S.A., que inicialmente estaba dirigida a la comercialización de otros productos alimenticios, amplia su actividad a la producción de lácteos.
En un principio y aunque la venta a granel dominaba sobre el envasado, en muy poco tiempo pasaron de un pequeño almacén en el barrio de Guanarteme, a establecerse en Miller Bajo, instalando la primera envasadora que convirtió a Las Palmas de Gran Canaria en la capital de España con mejores instalaciones de envasado de leche y productos lácteos en polvo del país.
Dos años más tarde, en 1965, JSP, S.A. abre su primera sucursal en Tenerife. Poco a poco se extiende al resto de las Islas Canarias y a la Península en donde abre delegaciones en Sevilla y Madrid. 
En este mismo año, comenzó la comercialización de Millac en polvo. Con posterioridad y como resultado de la importante inversión en I+D, este producto llegó a convertirse en líder del mercado canario de productos cardiosaludables.
En 1975, JSP, S.A. inició su comercialización en la Península orientando su actividad hacia el sector del vending. En la actualidad, la delegación de Madrid en Getafe, cuenta con un tostadero de café, una planta envasadora de productos para el sector del vending, máquinas automáticas y más recientemente una fábrica de pastelería congelada.
En 1983, JSP, S.A. compra la Central Lechera de Tenerife: CELGAN, con la que amplia su línea de productos lácteos a yogures, postres, etc.
En 1984, JSP, S.A. amplía en Los Majuelos (Tenerife) la industria dedicada al tueste, envasado y comercialización de café. En ese mismo año se crea una planta industrial de productos lácteos en Güímar (Tenerife) que trabaja con una tecnología punta en el sector y con un alto nivel de investigación e innovación, donde se fabrica Millac líquida, producto que ha obtenido el sello de la Fundación Española del Corazón, además de otras marcas, algunas de ellas fabricadas en exclusiva para grandes cadenas de distribución.
En 1997, JSP, S.A. comenzó su actividad en el sector industrial de panadería, a través de MYL Alimentación, creando la Industria Panificadora JSP, S.L. La proyección en este sector propició que en el año 2000, JSP ampliara esta actividad con dos fábricas de pan, bollería y pastelería congelada en cada una de las capitales canarias.
A finales de 2009, después de una inversión de casi un millón de euros, comenzó a producir el obrador de pastelería fresca, en el edificio situado en el polígono Industrial de Miller Bajo en Gran Canaria.
Estas empresas que conformaban el Grupo: JSP S.A., CELGAN, Industria Panificadora JSP, S.L. y Sun-Group, contaban con una plantilla de más de 1000 trabajadores.
Tras sucesivos años con pérdidas económicas desde 2017 e intentos de rescate por diferentes medios, la compañía presenta un preconcurso de acreedores en marzo de 2021 que acaba concretándose en julio de 2021. A comienzos de 2022 (marzo-abril) los productos millac desaparecen de los lineales de los supermercados confirmándose el cierre de la planta de Güímar. En junio de 2022 se inicia la venta extrajudicial de las unidades productivas de la compañía.

## Marcas
El grupo comercializaba su serie de productos de alimentación bajo las siguientes marcas:
- JSP (Café, infusiones y envasados cárnicos y de frutas)
- Millac (Leche líquida y en polvo, lactantes, batidos, natillas, yogures y zumos)
- Celgán (Leche líquida, condensada y evaporada, zumos lácteos, Quesos, yogures y postres)

## Mercado
JSP poseía plantas en Gran Canaria, Tenerife y Madrid y más de 7000 puntos de venta, la mayoría de ellos dentro del archipiélago canario. JSP también elaboraba productos de marca blanca para cadenas de hipermercados y supermercados. Millac es una de las primeras marcas en Mauritania.